# نادي الخاجية
نادي الخاجية الرياضي هو فريق كرة قدم عراقي تأسس عام 2021 يلعب الدوري العراقي الدرجة الثانية.
فريق نشط وفعال ضمن الدوريات المحلية، حيث تنشط في مدينة الكوت ، محافظة واسط.

## انظر ايضاً
- نادي سهل نينوى